# Sudamerlycaste linguella
Sudamerlycaste linguella là một loài thực vật có hoa trong họ Lan. Loài này được (Rchb.f.) Archila mô tả khoa học đầu tiên năm 2002.